# شيلي هيميل
شيلي هيميل (بالإنجليزية: Shelley Hymel)‏ هي أستاذة علم النفس التنموي/التعليمي وأستاذة في جامعة كولومبيا البريطانية (UBC) في فانكوفر، كولومبيا البريطانية، كندا. يركز بحثها على القضايا المتعلقة بالتنمر في المدرسية، وعلاقات النظراء من الأطفال، والتعلم الاجتماعي العاطفي.

## سيرة ذاتية
حصلت هيمل على الدكتوراه في علم النفس التربوي من جامعة إلينوي عام 1982. كانت عضوًا في هيئة التدريس في جامعة واترلو قبل انضمامها إلى قسم التعليم في UBC في عام 1993.
هيميل هي المؤسس المشارك، إلى جانب سوزان سويرر، لشبكة أبحاث التنمر، وهي مجموعة تربط أكثر من 200 باحث من أكثر من 17 دولة في مجال التنمر وإيذاء الأقران.